# 10 (album de Quiet Riot)
Albums de Quiet Riot
Rehab
(2006) Road Rage
(2017)
10 (aussi connu sous le nom de Quiet Riot 10 ou Number 10) est le douzième album du groupe de heavy metal américain Quiet Riot, qui a été publié le 27 juin 2014 . On y retrouve Tony Franklin a la basse sur 23 chansons, qui a joué aussi avec le groupe The Firm avec Jimmy Page, Paul Rodgers et Chris Slade entre 1984 et 1986. 

## Liste des chansons
| 1. | Rock in Peace      | 4:00 |
| 2. | Bang for Your Buck | 3:52 |
| 3. | Backside of Water  | 4:18 |
| 4. | Back on You        | 3:24 |
| 5. | Band Down          | 3:17 |
| 6. | Dogbone Alley      | 4:29 |

| 7.  | Put Up or Shut Up    | 4:18 |
| 8.  | Free                 | 4:05 |
| 9.  | South of Heaven      | 5:25 |
| 10. | Rock 'n' Roll Medley | 9:22 |

## Personnel
Quiet Riot
- Jizzy Pearl - chant (sur les chansons enregistrées en studio)
- Kevin DuBrow - chant (sur les chansons enregistrées en concert)
- Alex Grossi - guitare
- Chuck Wright - basse sur Band Down, Dogbone Alley et les chansons enregistrées en concert
- Frankie Banali - batterie

Personnel additionnel
- Rudy Sarzo - basse sur Bang for Your Buck et Backside of Water
- Tony Franklin – basse sur Rock In Peace et Back On You